# Alfredo Berthelin
El general Alfredo Berthelin (?-1866) "La Avispa" fue un militar francés que combatió en la Segunda Intervención Francesa en México. Cuando el general, en aquel entonces Jefe de la gendarmería imperial, pasó por Colima con dirección a Manzanillo llevando pertrechos de guerra, José María Mendoza creyó oportuno combatir al general Julio García y a los rebeldes Neri, Merino, Topete, Magaña y Zepeda.
El general Berthelin aceptó dicha propuesta a su regreso de Manzanillo, por lo que salió de Cocula, Jalisco con 250 soldados y emprendió una campaña hacia el sur. En el paso de El Guayabo, Jalisco, las fuerzas imperiales perdieron la batalla, y es ahí donde muere Berthelin. Su cabeza fue colocada en la hacienda de Trojes a manera de trofeo de guerra por los vencedores, que después la introdujeron en un vaso de alcohol y la enviaron a Colima.
- Datos: Q5667544